# 虹 (CHARCOAL FILTERの曲)
「虹」（にじ）は、2003年8月6日にリリースされたCHARCOAL FILTERの12枚目のシングル。
music video監督 山根真樹

## 概要
- 表題曲「虹」は、TBS系「Pooh!」エンディングテーマ。
- 初回盤のみCD-Extra仕様。『「やさしさライセンス」 Video Clip 1・2・3』、『4月5日・日比谷野外大音楽堂「わくわくチャコールフェア2003」迷言集』収録。

## 収録曲
1. 虹
2. ビューティフルサンディー
3. 虹 -Instrumental-
4. ビューティフルサンディー -Instrumental-

### クレジット
- 作詞：大塚雄三（全曲）
- 作曲：小名川高弘（#1）　CHARCOAL FILTER（#2）
- 編曲：亀田誠治 & CHARCOAL FILTER（全曲）

## 収録アルバム
- HAPPY SET (#1)
- The Best History of CHARCOAL FILTER (#1)

※「ビューティフルサンディー」は、アルバム未収録。